# Centro Esportivo Cabo Frio
O Centro Esportivo de Cabo Frio é um clube de futebol de salão da cidade de Cabo Frio, do estado do Rio de Janeiro. Foi fundado em 11 de julho de 2006. Comanda seus jogos no Ginásio Aracy Machado, em Cabo Frio.
Na Liga Brasileira de Futsal, chegou a usar o nome-fantasia de Cabo Frio/Macaé/Cimed.

## Títulos
| Estadual                         | Estadual | Estadual    | Estadual |
| Competição                       | Títulos  | Temporadas  |          |
| -------------------------------- | -------- | ----------- | -------- |
| Campeonato Metropolitano/Carioca | 2        | 2007 e 2008 |          |